# Julus kubanus
Julus kubanus är en mångfotingart som beskrevs av Karl Wilhelm Verhoeff 1921. Julus kubanus ingår i släktet Julus och familjen kejsardubbelfotingar. Inga underarter finns listade i Catalogue of Life.